# Jozefína Čerchlanová
Jozefína Čerchlanová, verheiratete Ozoráková (* 29. März 1952 in Bratislava, Tschechoslowakei) ist eine ehemalige slowakische Leichtathletin, die für die Tschechoslowakei im Sprint und im Mittelstreckenlauf an den Start ging. Sie war mehrere Jahrzehnte Inhaberin des Landesrekordes über 400 Meter sowie eine Zeit lang auch über 800 und 1500 Meter.

## Persönliches
Jozefína Čerchlanová stammt aus Bratislava, wuchs aber in Mariánská in Jáchymov auf, wo ihr Vater als Minenarbeiter tätig war. Im Grundschulalter übersiedelte sie nach Banská Bystrica und absolvierte dort auch ein Studium der Leibeserziehung und Geografie an der Pädagogischen Fakultät bis 1974. Daraufhin kehrte sie in ihre Heimatstadt Bratislava zurück und studierte dort Psychologie an der Philosophischen Fakultät der Karlsuniversität. Nach ihrer aktiven sportlichen Karriere arbeitete sie als Lehrerin sowie als Cheftrainerin an einem Sportgymnasium in Ostredkova (1990–1991). Zudem war sie als Fitnesstrainerin der Tennisspielerin Ľubomíra Kurhajcová tätig.

## Sportliche Laufbahn
Erste internationale Erfahrungen sammelte Jozefína Čerchlanová vermutlich im Jahr 1973, als sie bei der Sommer-Universiade in Moskau in 54,12 s den sechsten Platz im 400-Meter-Lauf belegte. Zudem stellte sie im selben Jahr einen slowakischen Rekord über 800 Meter auf. Im Jahr darauf verbesserte sie den tschechoslowakischen Landesrekord über 400 Meter auf 51,98 s und dieser Rekord hatte für die Slowakei bis 2025 Bestand. Zudem steigerte sie den tschechoslowakischen Rekord im 800-Meter-Lauf auf 2:04,71 min. Im September schied sie bei den Europameisterschaften in Rom mit 53,77 s im Halbfinale über 400 Meter aus und belegte mit der tschechoslowakischen 4-mal-400-Meter-Staffel in 3:36,3 min den achten Platz. 1975 schied sie bei den Halleneuropameisterschaften in Katowice mit 2:08,3 min im Vorlauf über 800 Meter aus und im Sommer gewann sie bei den Studentenweltspielen in Rom in 2:02,45 min die Silbermedaille hinter Nina Morgunowa aus der Sowjetunion. Im Jahr darauf belegte sie bei den Halleneuropameisterschaften in München in 2:15,9 min den sechsten Platz über 800 Meter und im Sommer nahm sie an den Olympischen Sommerspielen in Montreal teil und kam dort mit 2:02,36 min nicht über die erste Runde hinaus. Kurz zuvor verbesserte sie den Landesrekord auf 1:59,0 min. 1977 schied sie bei der Sommer-Universiade in Sofia mit 2:14,1 min im Vorlauf über 800 Meter aus und im Jahr darauf schied sie bei den Europameisterschaften in Prag mit 2:07,0 min im Semifinale aus. Zudem belegte sie dort mit der Staffel in 3:30,4 min den sechsten Platz. Daraufhin trat sie nicht mehr international in Erscheinung.
1974 wurde Čerchlanová tschechoslowakische Meisterin im 100- und 200-Meter-Lauf sowie auch über 400 und 800 Meter. Sie war eine Zeit lang auch Inhaberin des Landesrekordes im 1500-Meter-Lauf.

## Persönliche Bestzeiten
- 100 Meter: 11,6 s, 1974
- 200 Meter: 23,69 s, 1976
- 400 Meter: 51,98 s, 27. Juli 1974 in Edinburgh
- 800 Meter: 1:59,0 min, 1976
- 1500 Meter: 4:20,0 min, 1976